# Peperomia ventricosicarpa
Peperomia ventricosicarpa är en pepparväxtart som beskrevs av William Trelease. Peperomia ventricosicarpa ingår i släktet peperomior, och familjen pepparväxter. Inga underarter finns listade i Catalogue of Life.